# Caroline Wozniacki
Caroline Wozniacki (Karolina Woźniacka, ur. 11 lipca 1990 w Odense) – duńska tenisistka pochodzenia polskiego.
Zwyciężyła w 30 turniejach WTA w grze pojedynczej, w tym sześciu rangi WTA Premier Mandatory i WTA Premier 5. W Wielkim Szlemie osiągnęła finał US Open 2009 i 2014. Swój pierwszy wielkoszlemowy tytuł zdobyła podczas Australian Open 2018. Zwyciężczyni Turnieju Mistrzyń w roku 2017. Liderka rankingu WTA na zakończenie sezonów 2010–2011. Przegraną z Uns Dżabir w trzeciej rundzie Australian Open 2020 zawiesiła karierę zawodową.
29 czerwca 2023 r. ogłosiła wznowienie kariery tenisowej.

## Życie osobiste
Jej rodzice są Polakami. Matka Anna była reprezentantką Polski w siatkówce, a ojciec Piotr był piłkarzem Miedzi Legnica, Zagłębia Lubin i SV Waldhof Mannheim, w latach osiemdziesiątych podpisał kontrakt z B 1909 Odense, wtedy na stałe przenieśli się do Danii. Podobnie jak ojciec, wspiera klub piłkarski Liverpool F.C. Jej brat jest piłkarzem Sunred Beach FC. Tenisistka mówi płynnie po duńsku, polsku i angielsku.
31 grudnia 2013 zaręczyła się z golfistą Rorym McIlroyem, lecz ten zerwał zaręczyny w maju 2014 roku.
16 czerwca 2019 we Włoszech wzięła ślub z amerykańskim koszykarzem Davidem Lee.

## Kariera zawodowa

### 2008

Caroline Wozniacki podczas US Open 2008

Rok 2008 rozpoczęła od występu w wielkoszlemowym Australian Open. Dotarła tam do 4 rundy, eliminując po drodze m.in. Alonę Bondarenko. Dunkę pokonała Serbka Ana Ivanović w dwóch setach 6:1, 7:6 (mimo prowadzenia Wozniacki w drugim secie 5:3 i dwóch piłek setowych).
Później wzięła udział w turnieju w Dosze, w którym doszła do ćwierćfinału, pokonując kolejno reprezentującą Tajwan Chan Yung-jan 3:6, 6:2, 6:3, rozstawioną z nr 8 Francuzkę Marion Bartoli 6:2, 6:3 oraz Anabel Medinę-Garrigues z Hiszpanii 3:6, 7:6(3), 6:3. Przegrała dopiero z rozstawioną z numerem 4 Mariją Szarapową 0:6, 1:6.
Doszła też do ćwierćfinału turnieju w Memphis, przegrywając z późniejszą zwyciężczynią turnieju, Amerykanką Lindsay Davenport 0:6, 2:6.
Sukces odniosła też w bardzo mocno obsadzonych turniejach w Indian Wells oraz Miami, dochodząc w obu do czwartej rundy. W Indian Wells przegrała z rozstawioną z numerem 2 Swietłaną Kuzniecową 2:6, 3:6, natomiast na Florydzie z późniejszą triumfatorką Sereną Williams 3:6, 3:6.
Wzięła też udział w innych turniejach nie odnosząc w nich jednak spektakularnych sukcesów (np. II runda w Berlinie czy III w Rzymie, French Open i Wimbledonie).
Swój pierwszy tytuł wywalczyła w Sztokholmie, pokonując kolejno Angelique Kerber, Emmę Laine, Anabel Medinę Garrigues, Agnieszkę Radwańską oraz Wierę Duszewinę w finale. Awansowała na 23. miejsce w rankingu.
Na Igrzyskach Olimpijskich w Pekinie odpadła w trzeciej rundzie po przegranej z późniejszą złotą medalistką Jeleną Diemientjewą. W pierwszej rundzie wygrała z Salimą Safar 6:4, 6:1, natomiast w drugiej pokonała rozstawioną z nr 10 Słowaczkę Danielę Hantuchovą 6:1, 6:3.
Następnie wzięła udział w turnieju Pilot Pen Tennis rozgrywanym w New Haven. Turniej kategorii II należy do cyklu US Open Series i jest ostatnim rozgrywanym przed wielkoszlemowym US Open. W pierwszej rundzie pokonała Słowaczkę Dominikę Cibulkovą, która skreczowała po pierwszym secie wygranym przez Dunkę 7:6(7). W drugiej rundzie Wozniacki spotkała się z Monicą Niculescu, z którą wygrała 6:3, 6:3. W ćwierćfinale pokonała rozstawioną z numerem 3 Francuzkę Marion Bartoli 6:4, 6:0, a w półfinale jej młodszą rodaczkę Alizé Cornet 7:5, 6:4. W finale spotkała się z Rosjanką Anną Czakwetadze rozstawioną z jedynką. Pokonała ją w trzech setach 3:6, 6:4, 6:1. Zdobyła tym samym swój drugi, do tej pory najważniejszy tytuł w karierze i awansowała na 18. miejsce w rankingu WTA.
Pod koniec września wygrała swój pierwszy turniej deblowy. W Pekinie, podczas turnieju kategorii II China Open 2008, grając w parze z Anabel Mediną Garrigues pokonały w finale Chinki Han Xinyun i Xu Yifan 6:1, 6:3.

### 2009

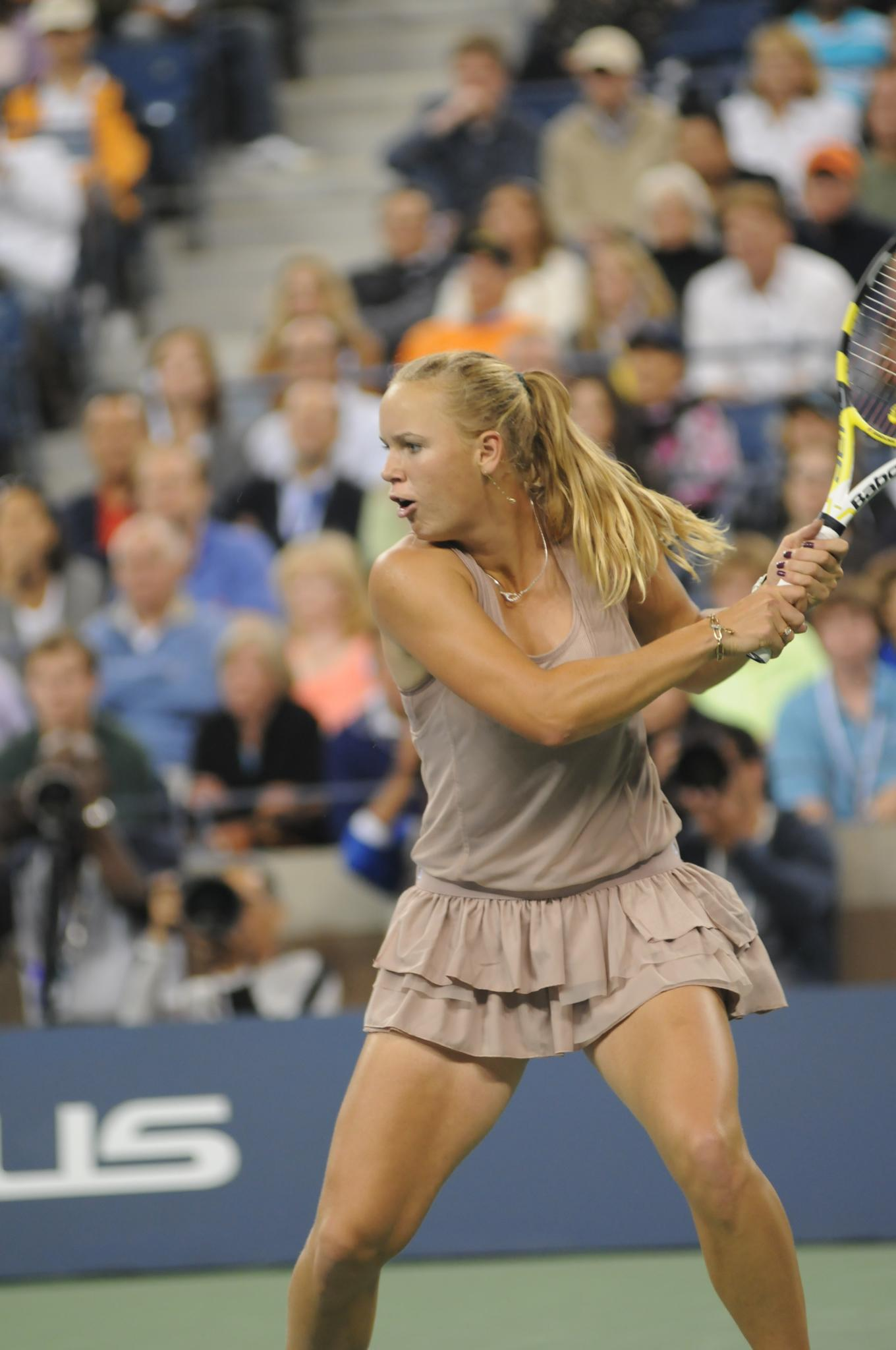
Wozniacki w meczu czwartej rundy US Open 2009

Sezon 2009 zaczęła od turnieju w Auckland, gdzie w ćwierćfinale przegrała z Jeleną Wiesniną 3:6, 6:0, 3:6. Następnie dotarła do ćwierćfinału turnieju w Sydney pomimo trzech piłek meczowych przegrała z Sereną Wiliams 7:6, 3:6, 6:7. W Australian Open w I rundzie wygrała z Szachar Pe’er 6:3, 6:2, w II rundzie wygrała z Virginia Ruano Pascual 6:3, 6:3, ale przegrała w III rundzie z Jeleną Dokić 6:3, 1:6, 2:6.
Wozniacki wzięła udział w turnieju Pattaya, gdzie w ćwierćfinale przegrała z rozstawioną z numerem 8. Magdaléną Rybárikovą 6:4, 6:1. Następnie doszła do finału turnieju w Memphis, gdzie przegrała z Wiktoryją Azaranką 1:6, 3:6, następnie z Wiktoryją Azaranką wygrały ten turniej w deblu.
W Indian Wells doszła do ćwierćfinału, gdzie przegrała z Wierą Zwonariową 4:6, 2:6. W Miami doszła do ćwierćfinału wygrywając po drodze z Jeleną Dokić, Patty Schnyder, Jeleną Diemientjewą i przegrywając ze Swietłaną Kuzniecową 4:6, 7:6, 1:6.
Na turnieju w Ponte Vedra Beach wygrała swój 4 turniej wygrywając w finale z Aleksandrą Wozniak 6:1, 6:2. W turnieju w Charlestonie doszła do finału, gdzie w półfinale pokonała Jelenę Diemientjewą, ale w finale przegrała z Sabine Lisicki 2:6, 4:6.
W Stuttgarcie odpadła w II rundzie przegrywając z Marion Bartoli 6:7, 4:6. W turnieju w Rzymie odpadła w III rundzie z Wiktoryją Azaranką 2:6, 2:6. W turnieju w Madrycie odpadła z liderką rankingu Dinarą Safiną 2:6, 4:6.
We French Open w była rozstawiona z 10 i w I rundzie wygrała z Wierą Duszewiną 4:6, 7:5, 6:1. W II rundzie spotkała się Jill Craybas i wygrała 6:1, 6:4, ale w III rundzie uległa Soranie Cirstei 6:7, 5:7.
W lipcu wygrała turniej w Eastbourne pokonując w finale Virginie Razzano 7:6, 7:5. Na Wimbledonie odpadła w IV rundzie z Sabine Lisicki 4:6, 4:6.
W Sztokholmie w dzień swoich urodzin przegrała w finale z Maríą José Martínez Sánchez. W turnieju w Los Angeles przegrała w II rundzie, w turnieju w Cincinnati odpadła w ćwierćfinale, a w Toronto przegrała w II rundzie. Następnie wygrała turniej w New Haven pokonując w finale Jelenę Wiesninę 6:2, 6:4. Na US Open osiągnęła swój pierwszy wielkoszlemowy finał gdzie przegrała z Kim Clijsters 5:7, 3:6. Po tym turnieju została 6. rakietą świata.
W turnieju w Tokio musiała oddać mecz w II rundzie Aleksandrze Wozniak. W Pekinie odpadła w II rundzie z Maríą José Martínez Sánchez 7:6, 6:7, 0:6. W turnieju w Osace przegrała w półfinale z Samanthą Stosur 0:6, 6:4, 4:6. W Luksemburgu w I rundzie przy prowadzeniu 7:5, 5:0 oddała mecz Anne Kremer.
W turnieju mistrzyń w Dosze wygrała swój pierwszy mecz z Wiktoryją Azaranką 1:6, 6:4, 7:5. W drugim meczu wygrała z Wierą Zwonariową 6:0, 6:7, 6:4. W III meczu przegrała z Jeleną Janković 2:6, 2:6 mimo to awansowała do półfinału, gdzie musiała oddać mecz Serenie Williams.
Sezon skończyła na 4. pozycji w rankingu WTA.

### 2010

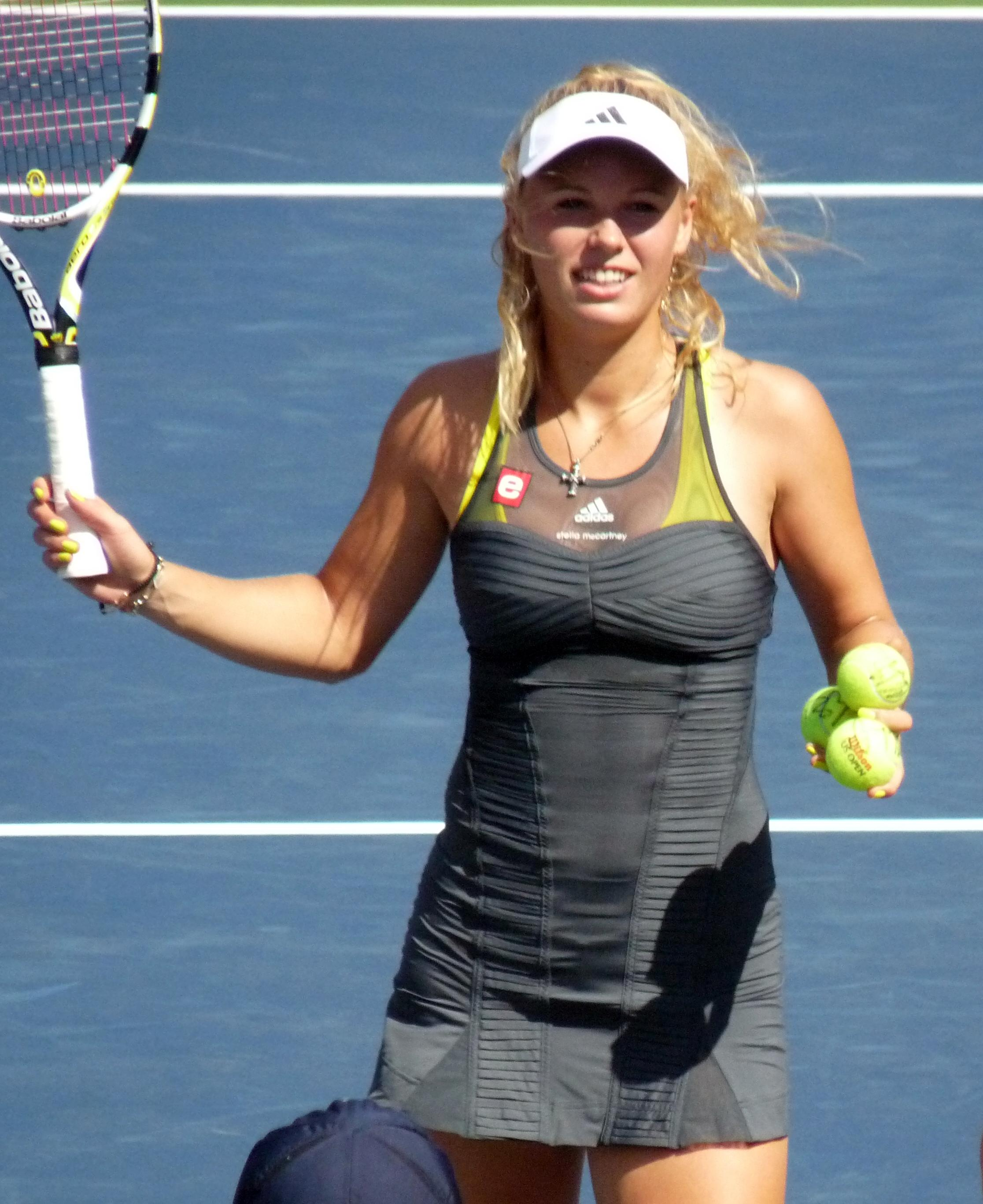
Caroline Wozniacki podczas US Open 2010 w charakterystycznym stroju zaprojektowanym przez Stellę McCartney

Sezon zaczęła od turnieju w Sydney, gdzie przegrała w I rundzie z Li Na 6:2, 3:6, 2:6. W Australian Open została rozstawiona z numerem 4. W I rundzie wygrała z Aleksandrą Wozniak 6:4, 6:2. Następnie wygrała z Julią Görges 6:3, 6:1. W III rundzie wygrała z Szachar Pe’er 6:4, 6:0, ale w IV rundzie przegrała z Li Na 4:6, 3:6. Po Australian Open awansowała na 3. pozycję w rankingu WTA.
W turnieju w Dubaju była rozstawiona z numerem 1 i w III rundzie przegrała z Szachar Pe’er 2:6, 5:7. Na BNP Paribas Open została rozstawiona z numerem 2. W II rundzie wygrała z Vanią King 5:7, 6:2, 6:4. W III rundzie wygrała z Mariją Kirilenko 6:0, 6:3. W IV rundzie wygrała z Nadieżdą Pietrową 6:3, 3:6, 6:0. W ćwierćfinale wygrała ze Zheng Jie 6:4, 4:6, 6:1. W półfinale wygrała z Agnieszką Radwańską 6:2, 6:3. Następnie przegrała w finale z Jeleną Janković 2:6, 4:6. Po turnieju w Indian Wells awansowała na 2. miejsce w rankingu WTA. W Miami w I rundzie wygrała 3:6, 6:3, 6:4 z Cwetanę Pironkową, w II rundzie wygrała z Mariją Kirilenko 1:6, 6:1, 6:4, w kolejnej rundzie spotkała się Anastasiją Pawluczenkową i wygrała 6:2, 6:2. W ćwierćfinale uległa Justine Henin 7:6(5), 3:6, 4:6.
W turnieju MPS Group Championships 2010 rangi International rozgrywanym w Ponte Beach obroniła tytuł zdobyty rok wcześniej pokonując w finale Wolhę Hawarcową 6:2, 7:5. Następnie pojechała do Charlestonu, gdzie w półfinale w czasie meczu doznała kontuzji i musiała oddać mecz Wierze Zwonariowej. W turnieju w Stuttgarcie została rozstawiona z numerem 1. W sierpniu 2010 w turnieju Rogers Cup poprzedzającym US Open, w Montrealu, wygrała pokonując Wierę Zwonariową 6:3, 6:2. W tym samym tygodniu wygrała turniej Pilot Pen Tennis, w finale z Nadieżdą Pietrową wynikiem 6:3, 3:6, 6:3. Była to jej trzecia z rzędu wygrana impreza w New Haven.
Została rozstawiona z numerem 1 w US Open 2010, gdzie jako zwyciężczyni US Open Series ubiegała się o dodatkowy milion dolarów nagrody w przypadku wygranej – łącznie 2,7 mln USD – czyli najwyższej nagrody dla kobiety w jakimkolwiek sporcie wszech czasów. Jednak odpadła w półfinale z Wierą Zwonariową 4:6. 3:6, inkasując ćwierć tej kwoty w dodatku do premii za półfinał, łącznie $650,000.
Następnie wygrała Toray Pan Pacific Open w Tokio. Dostając się do ćwierćfinału China Open w Pekinie, zapewniła sobie nr 1 w rankingu światowym WTA na 11 października 2010. Wygrała także ten turniej, pokonując w finale Wierę Zwonariową 6:3, 3:6, 6:3.
Na zakończenie sezonu w Dosze podczas Sony Ericsson Championships 2010 zagrała w grupie kasztanowej wraz z Francescą Schiavone, Samanthą Stosur oraz Jeleną Diemientjewą. W pierwszym meczu rozgrywek grupowych wygrała z Diemientjewą 6:1, 6:1. W drugim przegrała ze Stosur 4:6, 3:6. W trzecim wygrała ze Schiavone 3:6, 6:1, 6:1 – tym samym zapewniła sobie pierwsze miejsce w światowym rankingu WTA na koniec roku. W półfinale wygrała z Wierą Zwonariową 7:5, 6:0. W finale, i ostatnim meczu jej sezonu, przegrała z Kim Clijsters 3:6, 7:5, 3:6.

### 2011

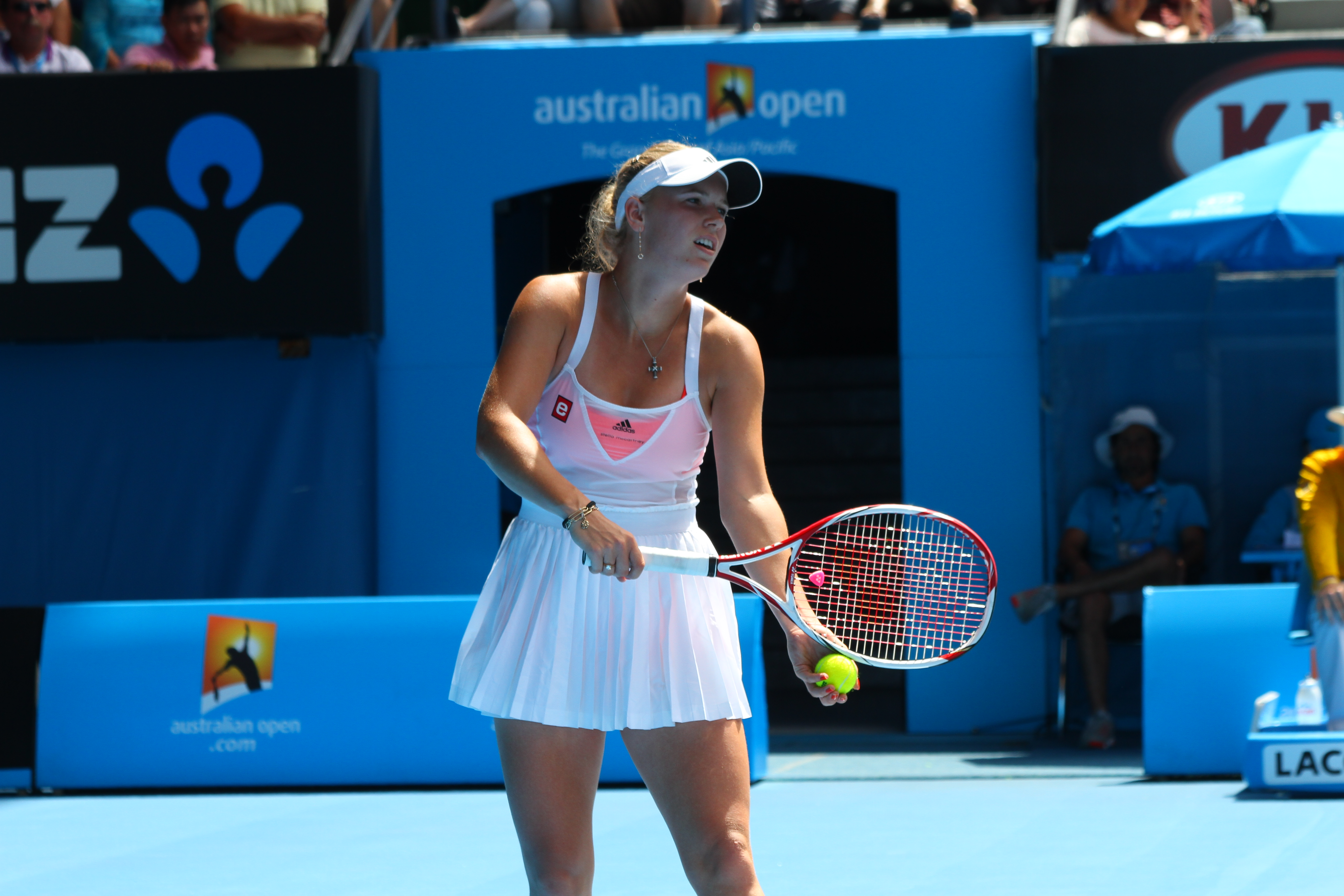
Caroline Wozniacki podczas Australian Open 2011

Na początek sezonu, rozstawiona z nr 1, po wolnym losie w I rundzie, przegrała z Dominiką Cibulkovą w II rundzie wynikiem 3:6, 3;6 w Medibank International Sydney.
W Australian Open była również rozstawiona jako nr 1. W I rundzie wygrała z Giselą Dulko wynikiem 6:3, 6:4. W II rundzie wygrała z Vanią King wynikiem 6:1, 6:0. W III rundzie wygrała z Dominiką Cibulkovą wynikiem 6:4, 6:3. W IV rundzie wygrała z Anastasiją Sevastovą wynikiem 6:3, 6:4. W ćwierćfinale wygrała z Francescą Schiavone 3:6, 6:3, 6:3. W półfinale przegrała z Li Na wynikiem 6:3, 5:7, 3:6, a serwowała piłkę meczową w drugim secie przy stanie 5:4.

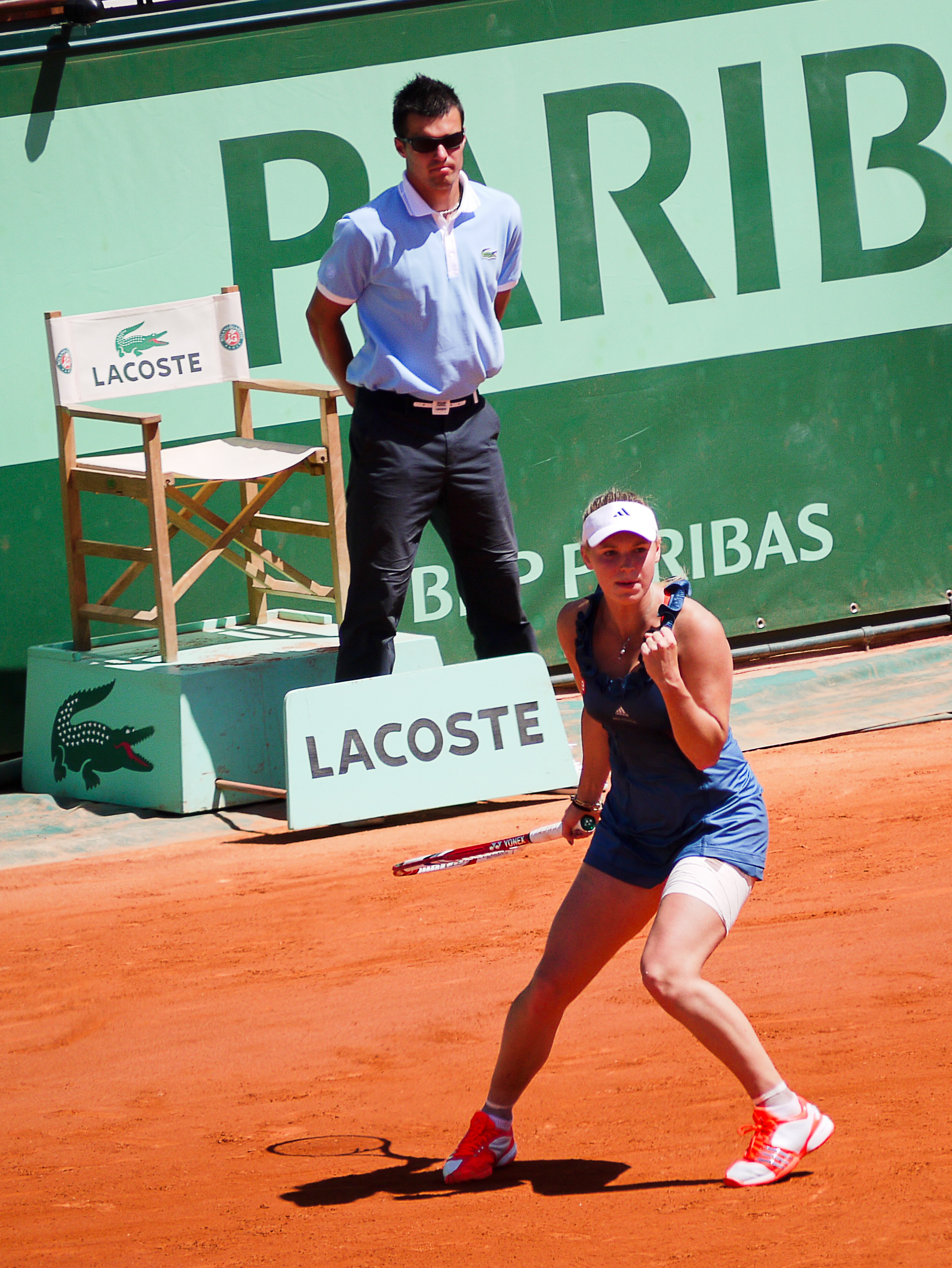
Caroline Wozniacki podczas French Open 2011

Z dniem 14 lutego 2011 straciła pierwsze miejsce w rankingu światowym WTA Tour na korzyść Kim Clijsters, mistrzyni Australian Open 2011. Ponieważ Clijsters nie wzięła udziału w następnym turnieju, Dubai Duty Free Tennis Championships, Wozniacki mogła odrobić straty o ile dostałaby się do półfinału w Dubaju. Rozstawiona z nr 1., nie zagrała w I rundzie. W II rundzie wygrała przez krecz rywalki z Anną Czakwetadze przy stanie 6:1, 3:5. W III rundzie wygrała z Ayumi Morita wynikiem 6:1, 6:0. W ćwierćfinale pokonała Szachar Pe’er wynikiem 6:2, 6:4, tym samym powracając do pierwszego miejsca w rankingu WTA Tour z dniem 21 lutego 2011. W półfinale wygrała po raz pierwszy w życiu z Jeleną Janković wynikiem 7:5, 6:3. W finale pokonała Swietłanę Kuzniecową wynikiem 6:1, 6:3 zdobywając pierwszy tytuł w sezonie i odzyskując miejsce liderki w światowym rankingu WTA Tour.
W następnym tygodniu, jako liderka rankingu wystartowała w turnieju Qatar Ladies Open. Pierwszą rundę jako najwyżej rozstawiona zawodniczka miała wolną. W II rundzie dość łatwo pokonała Nadieżdę Pietrową 6:3, 6:2. W ćwierćfinale wygrała z Flavią Pennettą 6:2, 6:0, a w półfinale łatwo wygrała z Marion Bartoli 6:1, 6:1. Dopiero w finale musiała uznać wyższą dyspozycję dnia turniejowej dwójki Wiery Zwonariowej, z którą przegrała 4:6, 4:6.
W marcu wygrała turniej w Indian Wells.
Wozniacki była rozstawiona z nr 1 w Sony Ericsson Open w Miami. Przegrała tam w IV rundzie z rozstawioną z nr 21 Andreą Petković wynikiem 5:7, 6:3, 6–3:6.
10 kwietnia 2011 wygrała turniej Family Circle Cup w Charlestonie. Następnie dotarła do finału Porsche Tennis Grand Prix w Stuttgarcie, gdzie przegrała z Julią Görges 6:7(3), 3:6. Następnie ponownie musiała uznać wyższość Görges podczas Mutua Madrileña Madrid Open przegrywając w trzeciej rundzie 4:6, 6:1, 3:6. Następnie dotarła do półfinału Internazionali BNL d’Italia w Rzymie, gdzie przegrała z Mariją Szarapową wynikiem 5:7, 3:6. 21 maja 2011 wygrała Brussels Ladies Open w Brukseli, wygrywając w finale z Peng Shuai wynikiem 2:6, 6:3, 6:3.
Podczas drugiego w tym sezonie turnieju wielkoszlemowego French Open w Paryżu rozstawiona z nr 1 Wozniacki nie miała większych problemów z przejściem I rundy pokonując Kimiko Date-Krumm 6:0, 6:2. W II rundzie pokonała Aleksandrę Wozniak 6:3, 7:6(6). Nieoczekiwanie zakończyła dość wcześnie turniej przegrywając w III rundzie z Danielą Hantuchovą wynikiem 1:6; 3:6.
12 czerwca 2011 wygrała w Kopenhadze E-Boks Danish Open 2011, pokonując w finale Lucię Šafářovą wynikiem 6:1, 6:4.
W Wimbledon 2011 niespodziewanie przegrała w IV rundzie z Dominiką Cibulkovą w trzech setach, już po prowadzeniu 6:1. Była to druga w tym sezonie przegrana z Dominiką Cibulkovą.
W pierwszym turnieju po Wimbledonie, Rogers Cup w Toronto, była rozstawiona z nr 1. i miała wolny los w I rundzie. W II niespodziewanie przegrała z Robertą Vinci wynikiem 4:6, 5:7. W następnym tygodniu, w identycznej sytuacji, przegrała w turnieju Western & Southern Open 2011 nieopodal Cincinnati z Christiną McHale identycznym wynikiem 4:6, 5:7.
27 sierpnia 2011, po raz czwarty z rzędu, wygrała turniej w New Haven, New Haven Open at Yale, pokonując w finale Petrę Cetkovską wynikiem 6:4, 6:1.
Na US Open 2011 Wozniacki była rozstawiona z nr 1. W I rundzie wygrała z Nurią Llagostera Vives wynikiem 6:3, 6:1. W II rundzie pokonała Arantxę Rus z wynikiem 6:2, 6:0. W III rundzie pokonała Vanię King 6:2, 6:4. W IV rundzie po przegrywaniu już 6:7, 1:4, pokonała Swietłanę Kuzniecową wynikiem 6:7, 7:5, 6:1. W ćwierćfinale Wozniacki pokonała Andreę Petković z wynikiem 6:1, 7:6. W półfinale przegrała z Sereną Williams z wynikiem 2:6, 4:6.
Następnie wzięła udział w turnieju Toray Pan Pacific Open 2011 w Tokio, gdzie przegrała w III rundzie z Kaią Kanepi z wynikiem 5:7, 6:1, 4:6, pomimo tego, że w 3. secie prowadziła stosunkiem 3:0 i 4:3 przy zachowaniu własnego podania.
W turnieju China Open w Pekinie dotarła do ćwierćfinału, w którym przegrała z Flavią Pennetta z wynikiem 6:3, 0:6, 6:7(2).

### 2012

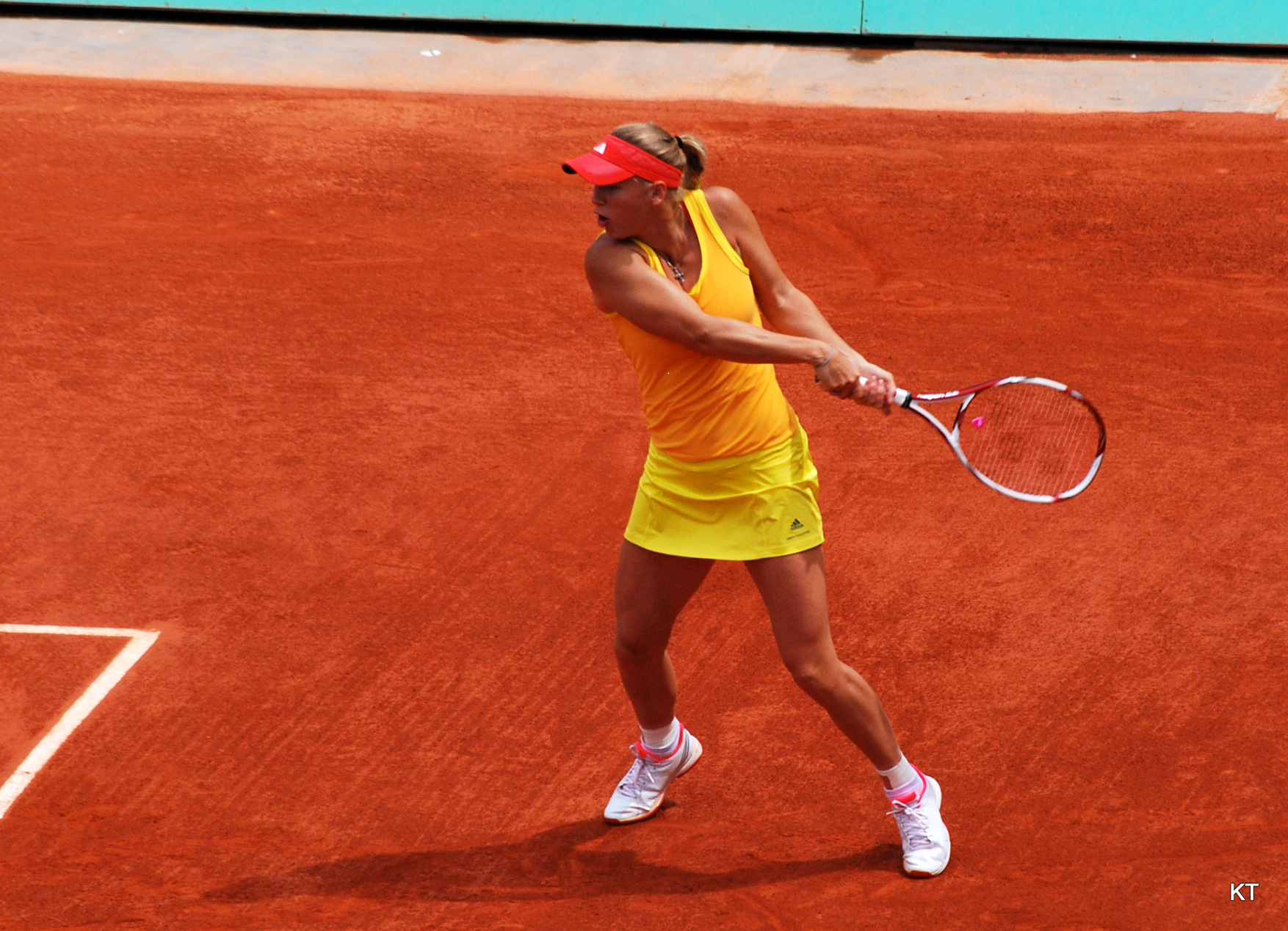
Caroline Wozniacki podczas spotkania drugiej rundy na French Open 2012

Udział w wielkoszlemowym Australian Open zakończyła na ćwierćfinale i została zdetronizowana w rankingu przez zwyciężczynię turnieju Wiktoryję Azarankę.
Doszła do finału w Kopenhadze, gdzie przegrała z Angelique Kerber 4:6, 4:6. Większym osiągnięciem były jednak półfinały prestiżowych zawodów w Miami i Montrealu.
Podczas French Open osiągnęła trzecią rundę, a na Wimbledonie i w US Open zmagania skończyła już na pierwszej. W ćwierćfinale olimpiady w Londynie pokonała ją złota medalistka Serena Williams.
Wozniacki zdobyła pierwszy tytuł w sezonie dopiero we wrześniu w Seulu. Jako rozstawiona z numerem pierwszym pokonała w finale Kaię Kanepi 6:1, 6:0. W moskiewskim turnieju oznaczona była dziką kartą i numerem trzecim, w finale pokonała Samanthę Stosur 6:2, 4:6, 7:5.
Po raz pierwszy od 2009 roku nie brała udziału w Mistrzostwach WTA, nawet jako rezerwowa. Uczestniczyła jednak w WTA Tournament of Champions. Po przebrnięciu przez fazę grupową bez przegranego meczu pokonała Cwetanę Pironkową 6:4, 6:1. W finale przegrała jednak z Nadieżdą Pietrową wynikiem 2:6, 1:6. Sezon zakończyła na 10. pozycji w rankingu WTA.

### 2013

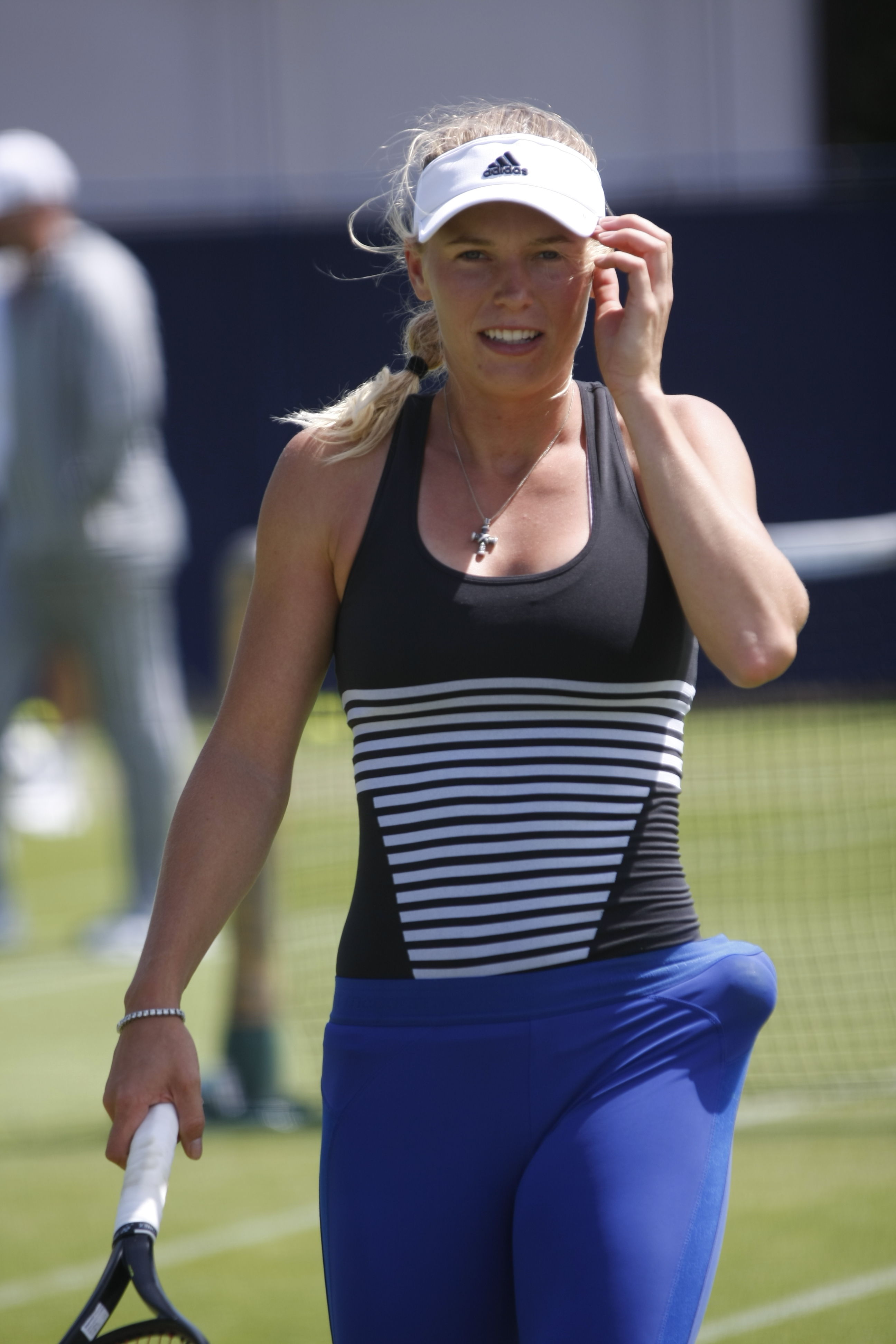
Wozniacki w 2013 roku

Sezon 2013 Wozniacki rozpoczęła od udziału w turnieju w Brisbane, gdzie przegrała w pierwszej rundzie z Ksieniją Pierwak 6:2, 3:6, 6:7(1). W turnieju w Sydney w pierwszej rundzie wygrała z Urszulą Radwańską 6:1, 6:2, lecz w kolejnym meczu uległa Swietłanie Kuzniecowej 6:7(4), 6:1, 2:6. W wielkoszlemowym Australian Open, rozstawiona z numerem dziesiątym, pokonała Sabine Lisicki 2:6, 6:3, 6:3. W kolejnym meczu zwyciężyła z Donną Vekić 6:1, 6:4. W następnym spotkaniu wygrała z Łesią Curenko wynikiem 6:4, 6:3. W czwartej rundzie Caroline Wozniacki zmierzyła się ze Swietłaną Kuzniecową, z którą przegrała wynikiem 2:6, 6:2, 5:7.
Podczas zawodów w Dosze, rozstawiona z numerem dziesiątym, osiągnęła ćwierćfinał. W początkowych fazach turnieju zwyciężyła bez straty seta m.in. z Mervaną Jugić-Salkić, Soraną Cîrsteą i Moną Barthel. W pojedynku o półfinał przegrała jednak z Agnieszką Radwańską wynikiem 2:6, 5:7. Następnie osiągnęła półfinał turnieju w Dubaju. W rozgrywkach pokonała Lucie Šafářovą 6:2, 6:2, Zheng Jie 6:0, 6:1 i Marion Bartoli 4:6, 6:1, 6:4. W spotkaniu półfinałowym uległa Petrze Kvitovej wynikiem 3:6, 4:6. Najwyżej rozstawiona w Kuala Lumpur przegrała w pierwszej rundzie z Wang Qiang 6:2, 6:7(1), 1:6.
W Indian Wells Wozniacki w kolejnych meczach wygrywała z Alizé Cornet, Jeleną Wiesniną i Nadieżdą Pietrową. Półfinał osiągnęła dzięki walkowerowi Wiktoryi Azaranki. W kolejnym spotkaniu pokonała Angelique Kerber wynikiem 2:6, 6:4, 7:5. W finale przegrała z Mariją Szarapową 2:6, 2:6. W Miami w swym pierwszym pojedynku wygrała z Karolíną Plíškovą, a w kolejnej rundzie przegrała z Garbiñe Muguruzą 2:6, 4:6. W Charleston osiągnęła ćwierćfinał, w którym uległa Stefanie Vögele 6:3, 4:6, 3:6.
W Stuttgarcie uległa w pierwszym meczu Carli Suárez Navarro 6:7(6), 1:6. Także w pierwszej rundzie odpadła w Madrycie, przegrywając z Jarosławą Szwiedową 2:6, 4:6. Również w Rzymie uległa Bojanie Jovanovski 6:2, 4:6, 6:7(5) w pierwszym spotkaniu. W Brukseli rywalizację rozpoczęła od drugiej rundy, przegrywając z Zheng Jie 2:6, 4:6. Na French Open Dunka pokonała Laurę Robson w dwóch setach, by następnie ulec Bojanie Jovanovski 6:7(2), 3:6.
Okres gry na kortach trawiastych rozpoczęła od udział w zawodach w Eastbourne. Rozstawiona z numerem piątym Wozniacki osiągnęła półfinał. Do drugiej rundy awansowała dzięki kreczowi Tamiry Paszek przy stanie 6:2, 2:2. Następnie dwa razy do czterech gemów pokonała Robson. W spotkaniu ćwierćfinałowym zwyciężyła z Jekatieriną Makarową 4:6, 6:0, 6:3. W meczu o finał lepsza okazała się kwalifikantka Jamie Hampton, z którą Dunka przegrała 7:6(8), 5:7, 3:6. Na Wimbledonie pokonała w pierwszej rundzie Estrellę Cabezę Candelę 6:0, 6:2, by następnie przegrać z Petrą Cetkovską 2:6, 2:6.
Cykl US Open Series zaczęła od porażki z Soraną Cîrsteą 7:5, 6:7(0), 4:6 w swoim pierwszym meczu w Toronto. W Cincinnati awansowała do ćwierćfinału, pokonując kolejno Peng Shuai 6:1, 6:1, Monikę Niculescu 6:4, 6:3 i Petrę Kvitovą 3:6, 6:2, 6:3. W meczu o półfinał uległa Wiktoryi Azarance 3:6, 6:7(5). W New Haven Dunka w pierwszej rundzie pokonała Peng Shuai po kreczu przy stanie 2:6, 3:1. W kolejnych spotkaniach wygrała z Karin Knapp 6:1, 7:5 i Sloane Stephens 7:6(6), 6:2. W meczu półfinałowym przegrała z Simoną Halep 2:6, 5:7. Na US Open rozstawiona z numerem szóstym Wozniacki pokonała Duan Yingying 6:2, 7:5 oraz Chanelle Scheepers 6:1, 6:2. W trzecim pojedynku przegrała jednak z kwalifikantką Camilą Giorgi 6:4, 4:6, 3:6.
Okres zawodów azjatyckich rozpoczęła od pokonania Flavia Pennetta 6:2, 6:3 w drugiej rundzie w Tokio. Następnie wygrała z Magdaléną Rybárikovą dwa sety po 6:1. W ćwierćfinale odniosła triumf nad Lucie Šafářovą wynikiem 2:6, 6:3, 6:2. W półfinale przegrała z Angelique Kerber 4:6, 6:7(5). W Pekinie Wozniacki pokonała Niculescu i Stephens wynikami 6:3, 6:1. W ćwierćfinale uległa Serenie Williams 1:6, 4:6.
Jedyne turniejowe zwycięstwo w sezonie zanotowała w Luksemburgu, gdzie pokonała Mandy Minellę 6:3, 7:6(2), Monikę Niculescu 6:3, 6:2 i Bojanę Jovanovski 6:3, 3:6, 6:3. W spotkaniu półfinałowym wygrała z Niemką Sabine Lisicki 6:4, 6:4, a w meczu mistrzowskim pokonała inną Niemkę Annikę Beck 6:2, 6:2.
W zawodach TEB BNP Paribas WTA Championships kończących sezon pełniła funkcję pierwszej rezerwowej. Rok 2013 zakończyła na 10. miejscu w rankingu singlowym WTA Tour.

### 2014

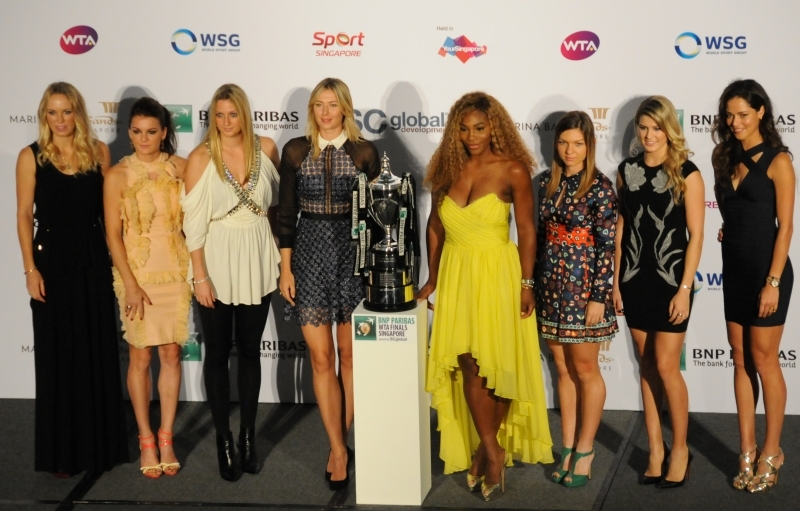
Caroline Wozniacki (pierwsza od lewej) z innymi uczestniczkami turnieju WTA Finals 2014

Sezon 2014 Wozniacki rozpoczęła od pokonania Julii Görges w pierwszej rundzie w Sydney. W kolejnym meczu przegrała jednak z Lucie Šafářovą. Na Australian Open Dunka pokonała Lourdes Domínguez Lino 6:0, 6:2 i Christinę McHale 6:0, 1:6, 6:2, by w trzeciej rundzie ulec Garbiñe Muguruzie 6:4, 5:7, 3:6.
Podczas zawodów w Dosze przegrała w drugiej rundzie z Yaniną Wickmayer 4:6, 5:7. Następnie osiągnęła półfinał turnieju w Dubaju. W rozgrywkach pokonała Sabine Lisicki 2:6, 6:3, 6:3, Annikę Beck 6:4, 6:4 i Soranę Cîrsteę 6:1, 6:2. W spotkaniu półfinałowym uległa Venus Williams wynikiem 3:6, 2:6.
W Indian Wells Wozniacki wygrała z Bojaną Jovanovski i Jarosławą Szwiedową. W czwartej rundzie nie sprostała Jelenie Janković. W Miami w swym pierwszym pojedynku wygrała z Móniką Puig 1:6, 6:1, 6:3. Następnie pokonała dwie Amerykanki – Sloane Stephens i Varvarę Lepchenko – oddając im po jednym gemie. W meczu o półfinał przegrała z Li Na 5:7, 5:7. W Monterrey zanotowała półfinał, w którym uległa Anie Ivanović 6:7(5), 4:6.
Okres gry na nawierzchni ceglanej rozpoczęła zwycięstwem 6:2, 6:2 nad Jekatieriną Makarową w Madrycie. W drugiej rundzie uległa Robercie Vinci 3:6, 3:6. Na French Open Dunka przegrała 6:7(5), 6:4, 2:6 w pierwszej rundzie z Yaniną Wickmayer.
Na trawiastych kortach w Eastbourne Wozniacki pokonała Samanthę Stosur, Sloane Stephens i Camilę Giorgi. W półfinale przegrała jednak z Angelique Kerber 6:3, 6:7(3), 3:6. Na Wimbledonie pokonała Szachar Pe’er, Naomi Broady i Anę Konjuh, tracąc w tych pojedynkach łącznie jedenaście gemów. W czwartej rundzie przegrała 2:6, 5:7 z Barborą Záhlavovą-Strýcovą.
W lipcu triumfowała z zawodach WTA International Series w Stambule. Najwyżej rozstawiona Dunka pokonała w finale Robertę Vinci 6:1, 6:1. W Montrealu awansowała do ćwierćfinału, tracąc łącznie sześć gemów w meczach z Danielą Hantuchovą, Klárą Koukalovą i Shelby Rogers. W meczu o półfinał uległa Serenie Williams 6:4, 5:7, 5:7. Na drodze do półfinału w Cincinnati, gdzie ponownie uległa Serenie Williams, zwyciężyła m.in. z Angelique Kerber i Agnieszką Radwańską. W New Haven przegrała w drugiej rundzie z Camilą Giorgi 4:6, 2:6. Udział w US Open rozpoczęła od zwycięstwa z Magdaléną Rybárikovą po kreczu przy stanie 6:1, 3:6, 2:0. W kolejnych spotkaniach wygrała z Alaksandrą Sasnowicz, Andreą Petković i Mariją Szarapową (6:4, 2:6, 6:2). W ćwierćfinale straciła jednego gema w pojedynku z Sarą Errani, a do finału awansowała po kreczu Peng Shuai przy stanie 7:6(1), 4:3. W swoim drugim meczu mistrzowskim na kortach w Nowym Jorku uległa Serenie Williams 6:3, 6:3.
Okres gry na kortach w Azji Wozniacki rozpoczęła od finału zawodów w Tokio. Przegrała w nim z Aną Ivanović 2:6, 6:7(2). W Wuhanie Dunka awansowała do półfinału, uległa w nim jednak Eugenie Bouchard 2:6, 3:6. W swoim pierwszym meczu w Pekinie przegrała z Samanthą Stosur. W turnieju WTA Finals w Singapurze tenisistka wygrała wszystkie mecze w fazie grupowej – z Szarapową, Radwańską i Kvitovą. W półfinale przegrała z Williams 6:2, 3:6, 7:6(6). Mecz ten został uznany najlepszym spotkaniem sezonu, za co otrzymał nagrodę WTA Awards. Wozniacki zakończyła rok na 8. miejscu w rankingu WTA Tour.

### 2015

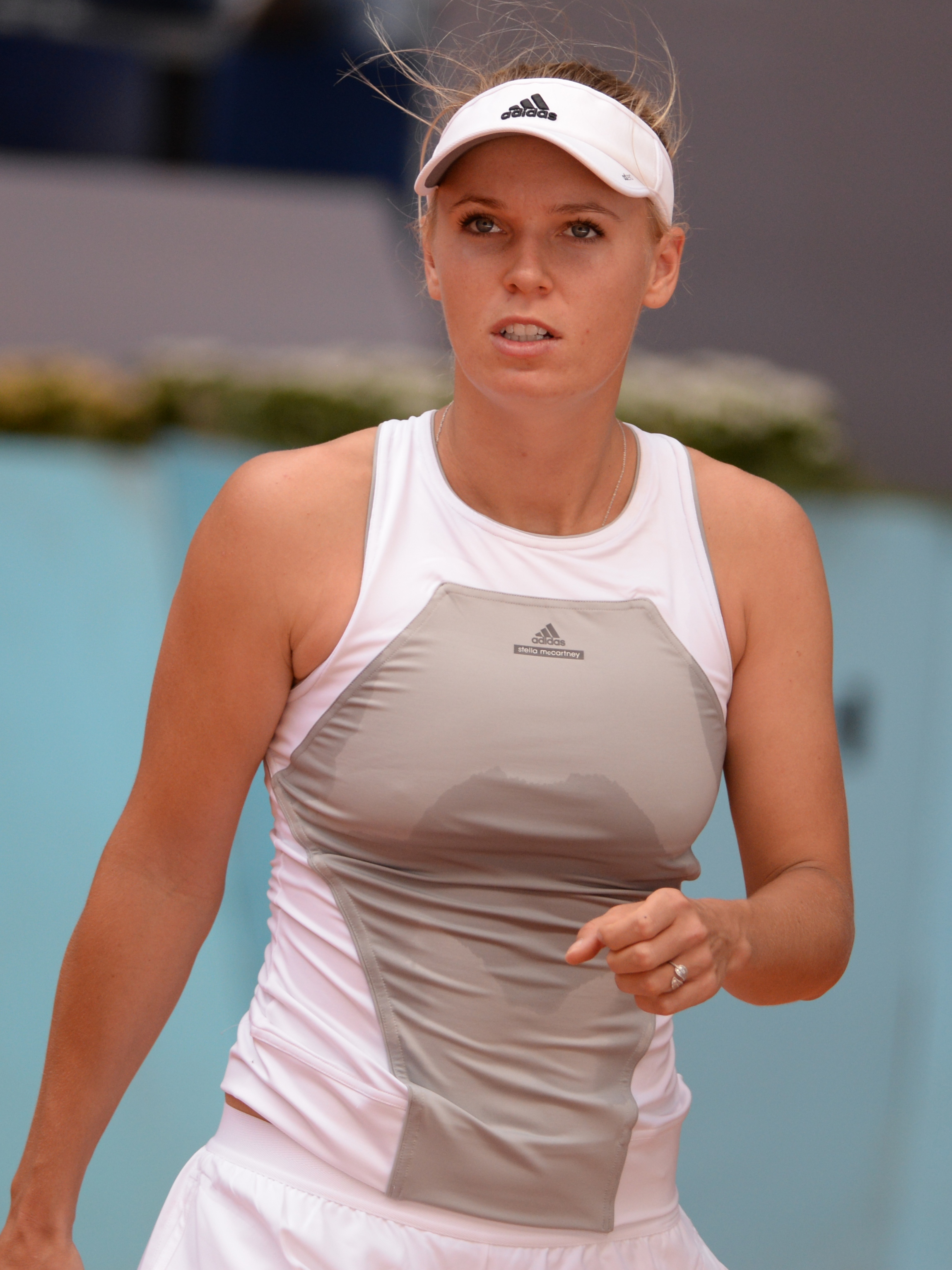
Caroline podczas zawodów Mutua Madrid Open 2015 w Madrycie

Sezon ten Dunka rozpoczęła od finału w Auckland, gdzie uległa Venus Williams. W Australian Open po wygranej w pierwszej rundzie z Taylor Townsend, w kolejnym etapie nie sprostała dwukrotnej zwyciężczyni tej imprezy, Wiktoryi Azarance. Później docierała do półfinału turniejów w Dubaju i do ćwierćfinału zawodów w Dosze, ponownie przegrywając z Azaranką. Na początku marca triumfowała w turnieju kategorii WTA International Series w Kuala Lumpur, pokonując w trzech setach Alexandrę Dulgheru.
W turnieju WTA Premier Mandatory w Indian Wells Dunka przegrała w trzeciej rundzie 4:6, 4:6 z Belindą Bencic, pokonawszy we wcześniejszym meczu kwalifikantkę Uns Dżabir. W zawodach tej samej rangi w Miami Caroline Wozniacki wygrała z Madison Brengle, oddając jej jednego gema, oraz z Kaią Kanepi po trzysetowy, pojedynku. W czwartej rundzie lepszą okazała się Venus Williams, która zakończyła mecz w dwóch setach.
W pierwszym starcie na nawierzchni ceglanej Wozniacki dotarła do finału zawodów w Stuttgarcie, pokonując m.in. rozstawioną z numerem drugim Simonę Halep 7:5, 5:7, 6:2. W meczu mistrzowskim przegrała z Angelique Kerber 6:3, 1:6, 5:7. W Madrycie Dunka osiągnęła ćwierćfinał, w którym lepsza okazała się Marija Szarapowa. W Rzymie Dunka przegrała w drugiej rundzie z Azaranką. Ten sam rezultat zanotowała podczas French Open – tym razem zwycięstwo odniosła Julia Görges.
Okres gry na nawierzchni trawiastej rozpoczęła w Eastbourne od półfinału z Belindą Bencic, w którym skreczowała przy stanie 0:3. Na Wimbledonie uległa w czwartej rundzie późniejszej finalistce Garbiñe Muguruzie 4:6, 4:6.
W pierwszych trzech turniejach zaliczanych do US Open Series 2015 (Stanford, Toronto, Cincinnati) nie wygrała meczu, odpadając w drugich rundach. W New Haven w półfinale przegrała z Petrą Kvitovą 7:5, 6:1. W US Open w drugiej rundzie lepsza okazała się inna Czeszka – Petra Cetkovská.
Okres gry na kortach w Azji rozpoczął się dla Dunki od półfinału w Tokio, gdzie ponownie poniosła porażkę w pojedynku z Bencic. W Wuhanie odpadła w drugiej rundzie, a w Pekinie zaszła rundę dalej. W Linzu także odpadła w drugiej rundzie. Sezon zakończyła kreczem w pierwszym meczu fazy grupowej turnieju WTA Elite Trophy.

### 2016
Wozniacki rozpoczęła sezon turniejem WTA w Auckland, gdzie w półfinale uległa Sloane Stephens wynikiem 2:6, 6:7(3). Osiągnęła również półfinał turnieju w Monterrey, w którego ćwierćfinale przegrała z Heather Watson. Dotarła też do półfinału US Open, pokonując wcześniej m.in. Swietłanę Kuzniecową czy Madison Keys, a przegrywając dopiero z Angelique Kerber wynikiem 4:6, 3:6. Swój 24 tytuł w karierze zdobyła podczas turnieju w Tokio, gdzie okazała się lepszą od Belindy Bencic, Carli Suárez Navarro, Magdy Linette, Agnieszki Radwańskiej, a w finale też Naomi Osaki (7:5, 6:3). Radwańska zrewanżowała się jej w trzecich rundach turniejów w Wuhanie i Pekinie. W Hongkongu Wozniacki zdobyła kolejny tytuł, pokonując w meczu mistrzowskim Kristinę Mladenovic 6:1, 6:7(4), 6:2. W Luksemburgu wycofała się przed ćwierćfinałem i nie zagrała w Zhuhai, zajmując ostatecznie 19. miejsce w rankingu.

### 2017

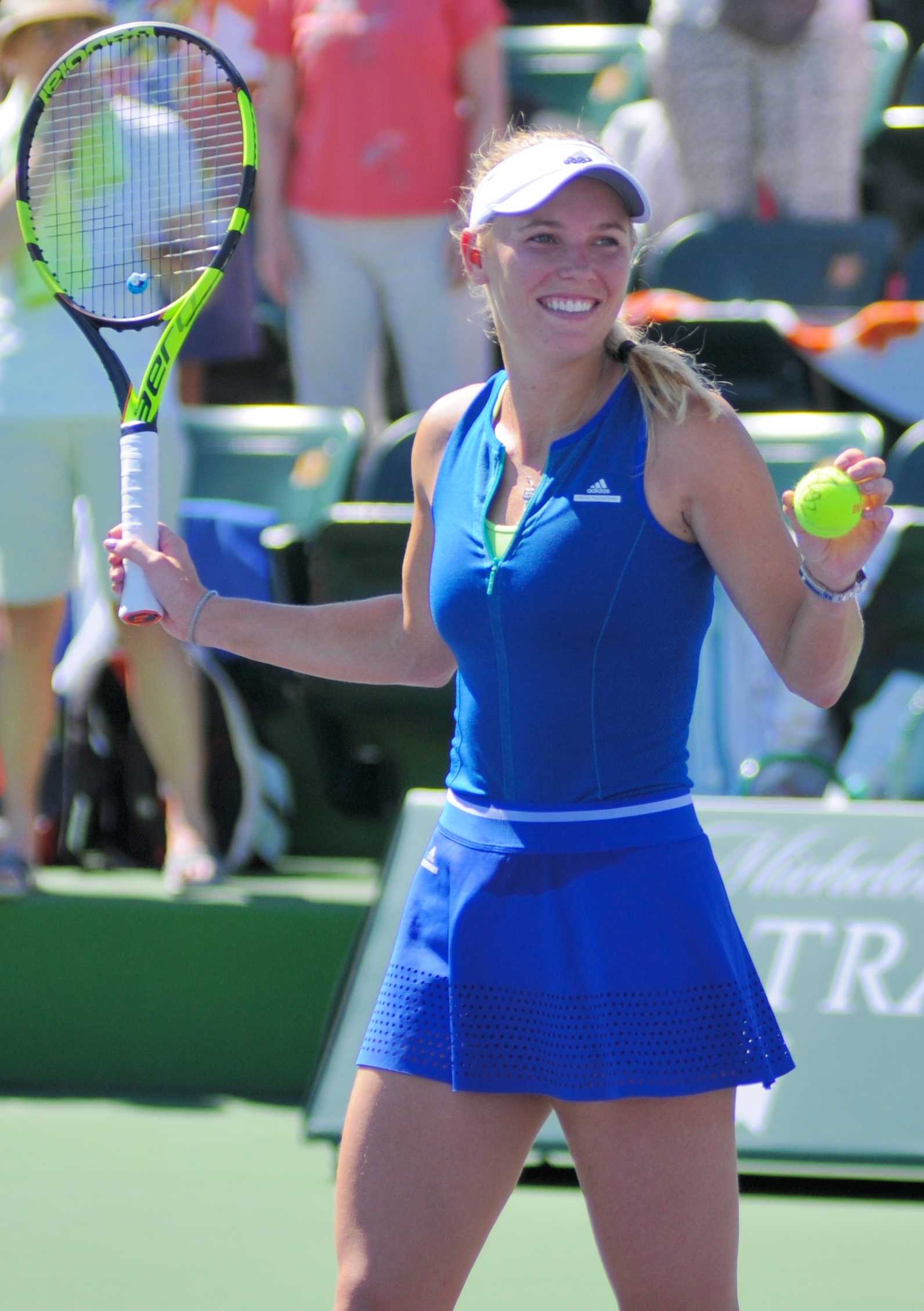
Wozniacki w zawodach w Indian Wells w 2017 roku

W każdym z trzech australijskich turniejów (Auckland, Sydney, Melbourne) Wozniacki wygrała po dwa mecze. Lepiej poszło jej w Dosze i Dubaju, gdzie dochodziła do finału. W pierwszym uległa Karolínie Plíškovej 3:6, 4:6, a w drugim przegrała z Eliną Switoliną 4:6, 2:6.
Przegrała w ćwierćfinale w Indian Wells z Kristiną Mladenovic 6:3, 6:7(4), 2:6, chociaż była bliska zwycięstwa w dwóch setach. W Miami po raz trzeci w sezonie osiągnęła finał, w którym musiała uznać wyższość Johanny Konty 4:6, 3:6. Na drodze do decydującego meczu pokonała m.in. Garbiñe Muguruzę (7:6(1), krecz) i Karolínę Plíškovą (5:7, 6:1, 6:1).
W Paryżu po pokonaniu Swietłany Kuzniecowej awansowała do ćwierćfinału, w którym nie sprostała późniejszej triumfatorce zawodów Jeļenie Ostapenko. W Eastbourne ponownie przegrała w finale z Plíškovą, tym razem 4:6, 4:6. Na Wimbledonie uległa Coco Vandeweghe w spotkaniu czwartej rundy.
Następnie zaliczyła kolejne finały w Båstad (porażka z Kateřiną Siniakovą 3:6, 4:6) i w Toronto (tam wygrana z Agnieszką Radwańska i liderką rankingu Plíškovą, zaś uległa Switolinie 4:6, 0:6), a także ćwierćfinał w Cincinnati i drugą rundę US Open.
Pierwszy wygranym turniejem w sezonie były zawody w Tokio, gdzie Dunka w finale pokonała Anastasiję Pawluczenkową wynikiem 6:0, 7:5. W Wuhanie w swoim pierwszym meczu uległa Marii Sakari, zaś w Pekinie w trzeciej rundzie pokonała ją Petra Kvitová. Spotkanie drugiej rundy w Hongkongu przeciw Lizette Cabrerze poddała walkowerem.
W kończącym sezon turnieju WTA Finals w Singapurze Wozniacki trafiła do grupy czerwonej. Pokonała Elinę Switolinę, Simonę Halep oraz uległa Caroline Garcii. Do półfinału awansowała z drugiego miejsca w grupie. W meczu o finał pokonała Karolínę Plíškovą, a w meczu mistrzowskim zwyciężyła Venus Williams 6:4, 6:4, po raz pierwszy w karierze triumfując w tych rozgrywkach.
Sezon zakończyła na trzecim miejscu w rankingu singlowym WTA Tour.

### 2018

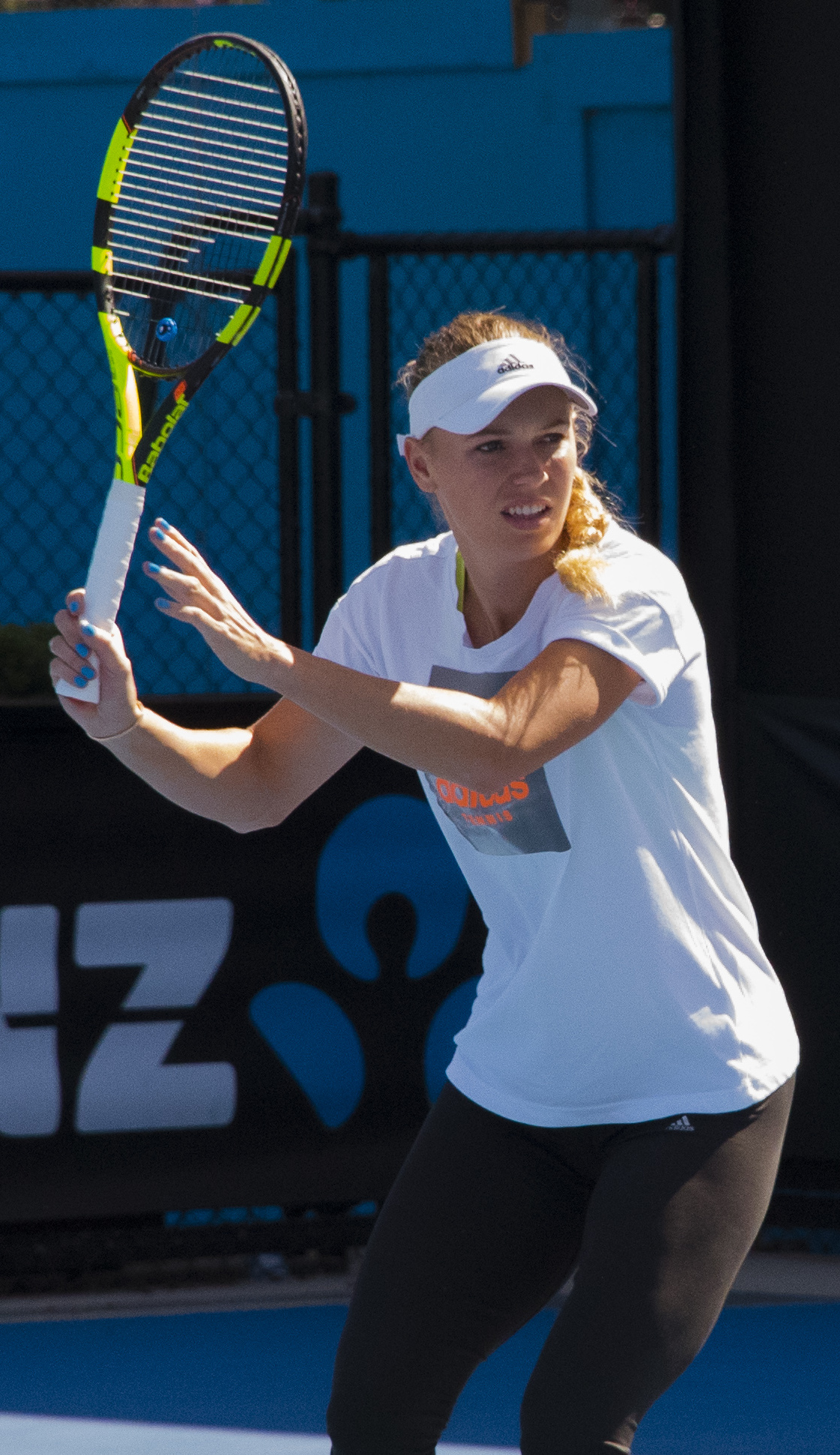
Caroline na Australian Open 2018

Wozniacki zainaugurowała sezon 2018 występem w zawodach w Auckland, odnosząc zwycięstwo w pierwszej rundzie nad Madison Brengle 6:3, 6:0, następnie wygrała z Petrą Martić 6:2, 6:2. W ćwierćfinale pokonała Sofię Kenin 4:6, 6:2, 6:4, po czym spotkała się w półfinale z Sachią Vickery, triumfując nad nią 6:4, 6:4. W finale zawodów przegrała z Julią Görges 4:6, 6:7(4). W Australian Open, w którym wystartowała z numerem drugim, pokonała Mihaelę Buzărnescu 6:2, 6:3, Janę Fett 3:6, 6:2, 7:5, Kiki Bertens 6:4, 6:2 i Magdalénę Rybárikovą 6:3, 6:0. W ćwierćfinale wygrała z Carlą Suárez Navarro 6:0, 6:7(3), 6:2, awansując po raz drugi w karierze do półfinału Australian Open. W przedostatniej rundzie turnieju wyeliminowała Elise Mertens 6:3, 7:6(2). W finale pokonała Simonę Halep 7:6(2), 3:6, 6:4, zdobywając tym samym swój pierwszy wielkoszlemowy tytuł i wracając po 6 latach na pozycję liderki rankingu WTA.
W Petersburgu doszła do ćwierćfinału, w którym musiała uznać wyższość Darji Kasatkiny 6:7(2), 3:6, wcześniej zaś pokonała Anastasiję Potapową 6:0, 6:1.
W Dosze wygrała z Cariną Witthöft 6:2, 6:0 w drugiej rundzie, po czym wyeliminowała Monicę Niculescu 7:5, 6:1 i Angelique Kerber 7:6(4), 1:6, 6:3. W półfinale nie sprostała Petrze Kvitovej, przegrywając 6:3, 6:7(3), 5:7.

## Historia występów wielkoszlemowych
Legenda
     W, wygrany turniej
     F, przegrana w finale
     SF, przegrana w półfinale
     QF, przegrana w ćwierćfinale
     xR, przegrana w x rundzie
     Qx, przegrana w x rundzie kwalifikacji
     A, brak startu

### Występy w grze pojedynczej
| Australian Open        | A   | A  | 4R | 3R | 4R | SF | QF | 4R | 3R | 2R | 1R | 3R | W  | 3R | 3R             | koniec kariery | koniec kariery | 2R | 1 / 14 | 37 – 13  |  |  |  |  |  |  |
| French Open            | A   | 1R | 3R | 3R | QF | 3R | 3R | 2R | 1R | 2R | A  | QF | 4R | 1R | koniec kariery | koniec kariery | koniec kariery | A  | 0 / 12 | 21 – 12  |  |  |  |  |  |  |
| Wimbledon              | Q1  | 2R | 3R | 4R | 4R | 4R | 1R | 2R | 4R | 4R | 1R | 4R | 2R | 3R | koniec kariery | koniec kariery | koniec kariery | 3R | 0 / 14 | 27 – 14  |  |  |  |  |  |  |
| US Open                | A   | 2R | 4R | F  | SF | SF | 1R | 3R | F  | 2R | SF | 2R | 2R | 3R | koniec kariery | koniec kariery | 4R             | 4R | 0 / 15 | 44 – 15  |  |  |  |  |  |  |
|                        |     |    |    |    |    |    |    |    |    |    |    |    |    |    |                |                |                |    |        |          |  |  |  |  |  |  |
| Ranking na koniec roku | 237 | 64 | 12 | 4  | 1  | 1  | 10 | 10 | 8  | 17 | 19 | 3  | 3  | 38 | –              | –              | 236            |    | 1 / 55 | 129 – 54 |  |  |  |  |  |  |

### Występy w grze podwójnej
| Australian Open        | A   | A   | 2R | 1R | 1R  | A   | A | A | A | A | A | A | A | A | A              | koniec kariery | koniec kariery | A | 0 / 3  | 1 – 3  |  |  |  |  |  |  |  |
| French Open            | A   | A   | 1R | 1R | 2R  | A   | A | A | A | A | A | A | A | A | koniec kariery | koniec kariery | koniec kariery | A | 0 / 3  | 1 – 3  |  |  |  |  |  |  |  |
| Wimbledon              | A   | A   | 1R | 2R | 2R  | A   | A | A | A | A | A | A | A | A | koniec kariery | koniec kariery | koniec kariery | A | 0 / 3  | 2 – 3  |  |  |  |  |  |  |  |
| US Open                | A   | 1R  | 2R | 3R | 2R  | A   | A | A | A | A | A | A | A | A | koniec kariery | koniec kariery | A              | A | 0 / 4  | 4 – 4  |  |  |  |  |  |  |  |
|                        |     |     |    |    |     |     |   |   |   |   |   |   |   |   |                |                |                |   |        |        |  |  |  |  |  |  |  |
| Ranking na koniec roku | 238 | 150 | 79 | 70 | 113 | 556 | – | – | – | – | – | – | – | – | –              | –              | –              | – | 0 / 13 | 8 – 13 |  |  |  |  |  |  |  |

### Występy w grze mieszanej
| Australian Open | A | A  | A  | A | A | A | A | A | A | A | A | A | A | A | A              | koniec kariery | koniec kariery | A | 0 / 0 | 0 – 0 |  |  |  |  |  |  |  |
| French Open     | A | 1R | 1R | A | A | A | A | A | A | A | A | A | A | A | koniec kariery | koniec kariery | koniec kariery | A | 0 / 2 | 0 – 2 |  |  |  |  |  |  |  |
| Wimbledon       | A | A  | 2R | A | A | A | A | A | A | A | A | A | A | A | koniec kariery | koniec kariery | koniec kariery | A | 0 / 1 | 1 – 1 |  |  |  |  |  |  |  |
| US Open         | A | A  | 2R | A | A | A | A | A | A | A | A | A | A | A | koniec kariery | koniec kariery | A              | A | 0 / 1 | 1 – 0 |  |  |  |  |  |  |  |
|                 |   |    |    |   |   |   |   |   |   |   |   |   |   |   |                |                |                |   |       |       |  |  |  |  |  |  |  |
|                 |   |    |    |   |   |   |   |   |   |   |   |   |   |   |                |                |                |   | 0 / 4 | 2 – 3 |  |  |  |  |  |  |  |

## Finały turniejów WTA
| Legenda                     | Legenda |
| --------------------------- | ------- |
| Wielki Szlem                |         |
| Igrzyska olimpijskie        |         |
| WTA Tour Championships      |         |
| WTA Tournament of Champions |         |
| 1988 – 2008                 |         |
| Kategoria I                 |         |
| Kategoria II                |         |
| Kategoria III               |         |
| Kategoria IV                |         |
| Kategoria V                 |         |
| 2009 – 2020                 |         |
| WTA Premier Mandatory       |         |
| WTA Premier 5               |         |
| WTA Premier                 |         |
| WTA International Series    |         |
| WTA 125K series (2012–2020) |         |

### Gra pojedyncza 55 (30–25)
| Końcowy wynik | Nr  | Data                 | Turniej         | Nawierzchnia   | Przeciwniczka               | Wynik finału     |
| ------------- | --- | -------------------- | --------------- | -------------- | --------------------------- | ---------------- |
| Zwyciężczyni  | 1.  | 8 sierpnia 2008      | Sztokholm       | Twarda         | Wiera Duszewina             | 6:0, 6:2         |
| Zwyciężczyni  | 2.  | 23 sierpnia 2008     | New Haven       | Twarda         | Anna Czakwetadze            | 3:6, 6:4, 6:1    |
| Zwyciężczyni  | 3.  | 5 października 2008  | Tokio           | Twarda         | Kaia Kanepi                 | 6:2, 3:6, 6:1    |
| Finalistka    | 1.  | 26 października 2008 | Luksemburg      | Twarda (hala)  | Jelena Diemientjewa         | 6:2, 4:6, 6:7(4) |
| Finalistka    | 2.  | 21 lutego 2009       | Memphis         | Twarda (hala)  | Wiktoryja Azaranka          | 1:6, 3:6         |
| Zwyciężczyni  | 4.  | 12 kwietnia 2009     | Ponte Beach     | Ceglana        | Aleksandra Wozniak          | 6:1, 6:2         |
| Finalistka    | 3.  | 19 kwietnia 2009     | Charleston      | Ceglana        | Sabine Lisicki              | 2:6, 4:6         |
| Finalistka    | 4.  | 17 maja 2009         | Madryt          | Ceglana        | Dinara Safina               | 2:6, 4:6         |
| Zwyciężczyni  | 5.  | 20 czerwca 2009      | Eastbourne      | Trawiasta      | Virginie Razzano            | 7:6(5), 7:5      |
| Finalistka    | 5.  | 11 lipca 2009        | Båstad          | Ceglana        | María José Martínez Sánchez | 5:7, 4:6         |
| Zwyciężczyni  | 6.  | 29 sierpnia 2009     | New Haven       | Twarda         | Jelena Wiesnina             | 6:2, 6:4         |
| Finalistka    | 6.  | 13 września 2009     | US Open         | Twarda         | Kim Clijsters               | 5:7, 3:6         |
| Finalistka    | 7.  | 21 marca 2010        | Indian Wells    | Twarda         | Jelena Janković             | 2:6, 4:6         |
| Zwyciężczyni  | 7.  | 12 kwietnia 2010     | Ponte Beach     | Ceglana        | Wolha Hawarcowa             | 6:2, 7:5         |
| Zwyciężczyni  | 8.  | 8 sierpnia 2010      | Kopenhaga       | Twarda (hala)  | Klára Zakopalová            | 6:2, 7:6(5)      |
| Zwyciężczyni  | 9.  | 23 sierpnia 2010     | Montreal        | Twarda         | Wiera Zwonariowa            | 6:3, 6:2         |
| Zwyciężczyni  | 10. | 28 sierpnia 2010     | New Haven       | Twarda         | Nadieżda Pietrowa           | 6:3, 3:6, 6:3    |
| Zwyciężczyni  | 11. | 2 października 2010  | Tokio           | Twarda         | Jelena Diemientjewa         | 1:6, 6:2, 6:3    |
| Zwyciężczyni  | 12. | 9 października 2010  | Pekin           | Twarda         | Wiera Zwonariowa            | 6:3, 3:6, 6:3    |
| Finalistka    | 8.  | 31 października 2010 | Doha            | Twarda         | Kim Clijsters               | 3:6, 7:5, 3:6    |
| Zwyciężczyni  | 13. | 20 lutego 2011       | Dubaj           | Twarda         | Swietłana Kuzniecowa        | 6:1, 6:3         |
| Finalistka    | 9.  | 26 lutego 2011       | Doha            | Twarda         | Wiera Zwonariowa            | 4:6, 4:6         |
| Zwyciężczyni  | 14. | 20 marca 2011        | Indian Wells    | Twarda         | Marion Bartoli              | 6:1, 2:6, 6:3    |
| Zwyciężczyni  | 15. | 10 kwietnia 2011     | Charleston      | Ceglana        | Jelena Wiesnina             | 6:2, 6:3         |
| Finalistka    | 10. | 24 kwietnia 2011     | Stuttgart       | Ceglana (hala) | Julia Görges                | 6:7(3), 3:6      |
| Zwyciężczyni  | 16. | 21 maja 2011         | Bruksela        | Ceglana        | Peng Shuai                  | 2:6, 6:3, 6:3    |
| Zwyciężczyni  | 17. | 12 czerwca 2011      | Kopenhaga       | Twarda (hala)  | Lucie Šafářová              | 6:1, 6:4         |
| Zwyciężczyni  | 18. | 27 sierpnia 2011     | New Haven       | Twarda         | Petra Cetkovská             | 6:4, 6:1         |
| Finalistka    | 11. | 15 kwietnia 2012     | Kopenhaga       | Twarda (hala)  | Angelique Kerber            | 4:6, 4:6         |
| Zwyciężczyni  | 19. | 23 września 2012     | Seul            | Twarda         | Kaia Kanepi                 | 6:1, 6:0         |
| Zwyciężczyni  | 20. | 21 października 2012 | Moskwa          | Twarda (hala)  | Samantha Stosur             | 6:2, 4:6, 7:5    |
| Finalistka    | 12. | 4 listopada 2012     | Sofia           | Twarda (hala)  | Nadieżda Pietrowa           | 2:6, 1:6         |
| Finalistka    | 13. | 17 marca 2013        | Indian Wells    | Twarda         | Marija Szarapowa            | 2:6, 2:6         |
| Zwyciężczyni  | 21. | 20 października 2013 | Luksemburg      | Twarda (hala)  | Annika Beck                 | 6:2, 6:2         |
| Zwyciężczyni  | 22. | 20 lipca 2014        | Stambuł         | Twarda         | Roberta Vinci               | 6:1, 6:1         |
| Finalistka    | 14. | 7 września 2014      | US Open         | Twarda         | Serena Williams             | 3:6, 3:6         |
| Finalistka    | 15. | 21 września 2014     | Tokio           | Twarda         | Ana Ivanović                | 2:6, 6:7(2)      |
| Finalistka    | 16. | 10 stycznia 2015     | Auckland        | Twarda         | Venus Williams              | 6:2, 3:6, 3:6    |
| Zwyciężczyni  | 23. | 8 marca 2015         | Kuala Lumpur    | Twarda         | Alexandra Dulgheru          | 4:6, 6:2, 6:1    |
| Finalistka    | 17. | 26 kwietnia 2015     | Stuttgart       | Ceglana (hala) | Angelique Kerber            | 6:3, 1:6, 5:7    |
| Zwyciężczyni  | 24. | 25 września 2016     | Tokio           | Twarda         | Naomi Ōsaka                 | 7:5, 6:3         |
| Zwyciężczyni  | 25. | 16 października 2016 | Hongkong        | Twarda         | Kristina Mladenovic         | 6:1, 6:7(4), 6:2 |
| Finalistka    | 18. | 18 lutego 2017       | Doha            | Twarda         | Karolína Plíšková           | 3:6, 4:6         |
| Finalistka    | 19. | 25 lutego 2017       | Dubaj           | Twarda         | Elina Switolina             | 4:6, 2:6         |
| Finalistka    | 20. | 1 kwietnia 2017      | Miami           | Twarda         | Johanna Konta               | 4:6, 3:6         |
| Finalistka    | 21. | 1 lipca 2017         | Eastbourne      | Trawiasta      | Karolína Plíšková           | 4:6, 4:6         |
| Finalistka    | 22. | 30 lipca 2017        | Båstad          | Ceglana        | Kateřina Siniaková          | 3:6, 4:6         |
| Finalistka    | 23. | 13 sierpnia 2017     | Toronto         | Twarda         | Elina Switolina             | 4:6, 0:6         |
| Zwyciężczyni  | 26. | 24 września 2017     | Tokio           | Twarda         | Anastasija Pawluczenkowa    | 6:0, 7:5         |
| Zwyciężczyni  | 27. | 29 października 2017 | Singapur        | Twarda (hala)  | Venus Williams              | 6:4, 6:4         |
| Finalistka    | 24. | 7 stycznia 2018      | Auckland        | Twarda         | Julia Görges                | 4:6, 6:7(4)      |
| Zwyciężczyni  | 28. | 27 stycznia 2018     | Australian Open | Twarda         | Simona Halep                | 7:6(2), 3:6, 6:4 |
| Zwyciężczyni  | 29. | 30 czerwca 2018      | Eastbourne      | Trawiasta      | Aryna Sabalenka             | 7:5, 7:6(5)      |
| Zwyciężczyni  | 30. | 7 października 2018  | Pekin           | Twarda         | Anastasija Sevastova        | 6:3, 6:3         |
| Finalistka    | 25. | 7 kwietnia 2019      | Charleston      | Ceglana        | Madison Keys                | 6:7(5), 3:6      |

### Gra podwójna 4 (2–2)
| Końcowy wynik | Nr | Data             | Turniej  | Nawierzchnia  | Partnerka               | Przeciwniczki                    | Wynik finału |
| ------------- | -- | ---------------- | -------- | ------------- | ----------------------- | -------------------------------- | ------------ |
| Finalistka    | 1. | 26 lutego 2006   | Memphis  | Twarda (hala) | Wiktoryja Azaranka      | Lisa Raymond Samantha Stosur     | 6:7(2), 3:6  |
| Zwyciężczyni  | 1. | 28 września 2008 | Pekin    | Twarda        | Anabel Medina Garrigues | Han Xinyun Xu Yifan              | 6:1, 6:3     |
| Zwyciężczyni  | 2. | 21 lutego 2009   | Memphis  | Twarda (hala) | Wiktoryja Azaranka      | Juliana Fedak Michaëlla Krajicek | 6:1, 7:6(2)  |
| Finalistka    | 2. | 12 stycznia 2020 | Auckland | Twarda        | Serena Williams         | Asia Muhammad Taylor Townsend    | 4:6, 4:6     |

## Występy w Turnieju Mistrzyń

### W grze pojedynczej
| Rok  | Rezultat                              | Przeciwniczka                                      | Wynik                                 |
| 2009 | Półfinał                              | Serena Williams                                    | 4:6, 1:0 krecz                        |
| 2010 | Finał                                 | Kim Clijsters                                      | 3:6, 7:5, 3:6                         |
| 2011 | Faza grupowa                          | Agnieszka Radwańska Wiera Zwonariowa Petra Kvitová | 5:7, 6:2, 6:4 2:6, 6:4, 3:6 4:6, 2:6  |
| 2013 | zawodniczka rezerwowa (nie wystąpiła) | zawodniczka rezerwowa (nie wystąpiła)              | zawodniczka rezerwowa (nie wystąpiła) |
| 2014 | Półfinał                              | Serena Williams                                    | 6:2, 3:6, 6:7(6)                      |
| 2017 | Zwycięstwo                            | Venus Williams                                     | 6:4, 6:4                              |
| 2018 | Faza grupowa                          | Karolína Plíšková Petra Kvitová Elina Switolina    | 2:6, 4:6 7:5, 3:6, 6:2 7:5, 5:7, 3:6  |

## Występy w Turnieju WTA Tournament of Champions/WTA Elite Trophy

### W grze pojedynczej
| Rok  | Rezultat     | Przeciwniczka        | Wynik          |
| 2012 | Finał        | Nadieżda Pietrowa    | 2:6, 1:6       |
| 2015 | Faza grupowa | Swietłana Kuzniecowa | 5:7, 2:2 krecz |

## Występy w igrzyskach olimpijskich

### Gra pojedyncza
| Runda                                                                          | Przeciwniczka                           | Wynik         |
| ------------------------------------------------------------------------------ | --------------------------------------- | ------------- |
|                                                                                |                                         |               |
| Letnie Igrzyska Olimpijskie w Pekinie 2008, reprezentując państwo Dania        |                                         |               |
| I runda                                                                        | Tunezja: Salima Safar                   | 6:4, 6:1      |
| II runda                                                                       | Słowacja: Daniela Hantuchová [10]       | 6:1, 6:3      |
| III runda                                                                      | Rosja: Jelena Diemientjewa [5]          | 6:7, 2:6      |
|                                                                                |                                         |               |
| Letnie Igrzyska Olimpijskie w Londynie 2012, reprezentując państwo Dania [8]   |                                         |               |
| I runda                                                                        | Wielka Brytania: Anne Keothavong        | 4:6, 6:3, 6:2 |
| II runda                                                                       | Belgia: Yanina Wickmayer                | 6:4, 3:6, 6:3 |
| III runda                                                                      | Słowacja: Daniela Hantuchová            | 6:4, 6:2      |
| Ćwierćfinał                                                                    | Stany Zjednoczone: Serena Williams [4]  | 0:6, 3:6      |
|                                                                                |                                         |               |
| Letnie Igrzyska Olimpijskie w Rio de Janeiro 2016, reprezentując państwo Dania |                                         |               |
| I runda                                                                        | Czechy: Lucie Hradecká                  | 6:2, 6:2      |
| II runda                                                                       | Czechy: Petra Kvitová [11]              | 2:6, 4:6      |
|                                                                                |                                         |               |
| Letnie Igrzyska Olimpijskie w Paryżu 2024, reprezentując państwo Dania [ITF]   |                                         |               |
| I runda                                                                        | Egipt: Majar Szarif [ITF]               | 2:6, 7:5, 6:1 |
| II runda                                                                       | Stany Zjednoczone: Danielle Collins [8] | 3:6, 6:3, 3:6 |

## Osiągnięcia juniorskie

### Gra pojedyncza

#### Mistrzyni
| Rok  | Turniej       | Finalistka           | Wynik         |
| ---- | ------------- | -------------------- | ------------- |
| 2003 | Kolding       | Hanne-Skak Jensen    | 3:6, 6:3, 6:1 |
| 2004 | Rungsted Kyst | Gluay Kampookaew     | 7:5, 6:4      |
| 2004 | Oslo          | Gluay Kampookaew     | 6:3, 6:3      |
| 2004 | Kramfors      | Nadia Laas-Hansen    | 6:0, 6:3      |
| 2004 | Osaka         | Dominika Cibulková   | 6:3, 6:0      |
| 2005 | Nagoja        | Ayumi Morita         | 6:2, 0:6, 6:4 |
| 2005 | Roehampton    | Marina Erakovic      | 6:0, 6:3      |
| 2005 | Orange Bowl   | Mihaela Buzărnescu   | 6:1, 6:4      |
| 2006 | Wimbledon     | Magdaléna Rybáriková | 3:6, 6:1, 6:3 |
| 2006 | Osaka         | Ayumi Morita         | 6:3, 2:6, 6:2 |

#### Finalistka
| Rok  | Turniej         | Mistrzyni                | Wynik         |
| ---- | --------------- | ------------------------ | ------------- |
| 2003 | Kopenhaga       | Marina Cossou            | 5:7, 4:6      |
| 2004 | Luksemburg      | Michaëlla Krajicek       | 6:4, 2:6, 2:6 |
| 2006 | Australian Open | Anastasija Pawluczenkowa | 6:1, 2:6, 3:6 |

### Gra podwójna

#### Mistrzyni
| Rok  | Turniej       | Partnerka         | Finalistki                          | Wynik            |
| ---- | ------------- | ----------------- | ----------------------------------- | ---------------- |
| 2003 | Kolding       | Hanne-Skak Jensen | Diana Eriksson Nadja Roma           | 7:6(5), 6:4      |
| 2004 | Rungsted Kyst | Hanne-Skak Jensen | Nadia Laas-Hansen Gluay Kampookaew  | 6:4, 6:1         |
| 2004 | Oslo          | Yanina Wickmayer  | Sabrina Allaut Antonia Fohse        | 1:6, 6:3, 6:4    |
| 2005 | Bradenton     | Ayumi Morita      | Sorana Cîrstea Raluca Olaru         | 6:3, 5:7, 7:6(3) |
| 2006 | Osaka         | Ayumi Morita      | Ksenia Łykina Anastasija Piwowarowa | 7:6(4), 7:5      |

#### Finalistka
| Rok  | Turniej       | Partnerka           | Mistrzynie                              | Wynik            |
| ---- | ------------- | ------------------- | --------------------------------------- | ---------------- |
| 2004 | Kramfors      | Małgorzata Silka    | Sorana Cîrstea Li Hewenfei              | 0:6, 2:6         |
| 2005 | Manila        | Amina Rakhim        | Chan Yung-jan Hwang I-hsuan             | 4:6, 1:6         |
| 2005 | Nagoja        | Amina Rakhim        | Chan Yung-jan Li Hewenfei               | 2:6, 3:6         |
| 2005 | Mediolan      | Sharon Fichman      | Jekatierina Makarowa Jewgienija Rodina  | 1:6, 4:6         |
| 2005 | Orange Bowl   | Ana Tatiszwili      | Jennifer-Lee Heinser Elizabeth Plotkin  | 2:6, 6:2, 4:6    |
| 2005 | Mérida        | Bibiane Schoofs     | Agnieszka Radwańska Nataša Zorić        | 0:4, 4:5(4)      |
| 2006 | Roland Garros | Agnieszka Radwańska | Sharon Fichman Anastasija Pawluczenkowa | 7:6(4), 2:6, 1:6 |